# 1984 год в компьютерных играх

## Выпуски игр
- Дэвид Брабен и Ян Белл создали игру Elite, давшую начало новому жанру компьютерных игр — космическим симуляторам с элементами торговли.
- Sierra On-Line выпустила King’s Quest, считающуюся первым анимационным графическим квестом.
- Nintendo выпустила Donkey Kong 3, Ice Climber и Balloon Fight.
- Capcom выпустила 1942.
- Brøderbund выпускает The Ancient Art of War.
- Алексей Пажитнов создаёт «Тетрис».
- Для IBM-совместимых компьютеров выпускается Alley Cat.
- Namco выпускает Gaplus, Tower of Druaga, Pac-Land, Grobda, Super Xevious и Dragon Buster.
- Paperboy выходит для Atari.
- Gauntlet выпущен для 8-разрядных Atari.
- Ultimate Play The Game выпускает Knight Lore для ZX Spectrum, первую игру в жанре изометрического квеста.
- Выпущена игра The Lords of Midnight.
- Arguss Press Software выпускает Alien для ZX Spectrum и Commodore 64[1].

## Технологии
- Анонсирована консоль нового поколения Atari 7800, совместимая с картриджами Atari 2600, но способная обеспечить намного более высокое качество картинки. Фактический выход консоли был отложен до 1986 года из-за продажи компании Atari, Inc. и юридических трудностей.

## Индустрия
- Появились компании: Gremlin Graphics, Kemco, Accolade, New World Computing.
- Hasbro приобретает Milton Bradley Company
- Слияние Sega и CSK, новообразованная компания — Sega Enterprises Ltd.